# Karibtornuggla
Karibtornuggla (Tyto noeli) är en förhistorisk utdöd fågel i familjen tornugglor inom ordningen ugglefåglar. 

## Kännetecken och tidigare förekomst
Karibtornuggla förekom tidigare på Kuba där den påträffats allmänt i kvartära avlagringar på Kuba, men också på Jamaica. Den var minst av de utdöda tornugglearterna Västindien.

## Namn
Fågelns vetenskapliga artnamn hedrar den kubanske paleontologen Noel González Gotera.